# Emanuel Matola
Nana, właśc. Emanuel Matola (ur. 11 września 1967 w Maputo) – mozambicki piłkarz grający na pozycji pomocnika.

## Kariera klubowa
W swojej karierze piłkarskiej Nana grał w klubach CD Matchedje i CD Costa do Sol.

## Kariera reprezentacyjna
W reprezentacji Mozambiku Nana zadebiutował 28 września 1988 w przegranym 0:1 towarzyskim meczu z Malawi. W tym samym roku został powołany do kadry na Puchar Narodów Afryki 1996. Rozegrał na nim trzy mecze: z Tunezją (1:1), z Wybrzeżem Kości Słoniowej (0:1) i z Ghaną (0:2).
W 1998 roku Nana był w kadrze Mozambiku na Puchar Narodów Afryki 1998. Rozegrał na nim jeden mecz, z Zambią (1:3). W kadrze narodowej grał do 1999 roku. Rozegrał w niej 60 meczów i strzelił 5 goli.